# Dog Party
Dog Party ist eine amerikanische Punkrock-Band aus Sacramento, Kalifornien. Die Band besteht aus den Schwestern Gwendolyn und Lucy Giles, die auch die Band gründeten.

## Bandgeschichte
Gegründet wurde die Band 2005, als die Gitarristin Gwendolyn neun und die Schlagzeugerin Lucy gerade sechs war.
Ihr Debütalbum Dog Party erschien 2009, gefolgt von P.A.R.T.Y im Jahr 2011, Lost Control im Jahr 2013, Vol.4 im Jahr 2015, Til You're Mine im Jahr 2016 und Hit & Run im Jahr 2018. Waren die ersten beiden Alben noch selbst veröffentlicht, wurde das 2013er-Album Lost Control durch das Label Asian Man Records veröffentlicht. Das folgende Album wurde durch die Label Asian Man Records und Burger Records koproduziert. Till You’re Mine wurde wieder bei Asian Man Records herausgebracht, Hit & Run wurde dann beim unabhängigen Label Brat Mag + Music veröffentlicht. Ihr größter Erfolg gelang ihnen 2016, als die Band als Vorgruppe für Green Day während der Nordamerika-Etappe ihrer Revolution-Radio-Tournee auftrat. Die Musik der Band ist deutlich von den Ramones beeinflusster Punkrock.

## Diskografie

### Studioalben
- 2009: Dog Party (Half of Nothing Records)
- 2011: P.A.R.T.Y. (Half of Nothing Records)
- 2013: Lost Control (Asian Man Records)
- 2015. Vol.4 (Asian Man Records)
- 2016: Til You're Mine (Asian Man Records)
- 2018: Hit & Run (Brat Mag + Music)

### Singles
- 2017: Today I Started Loving You Again

### Gastauftritte
- 2016: Asian Man Music for Asian Man People Vol. 2